# Насвай

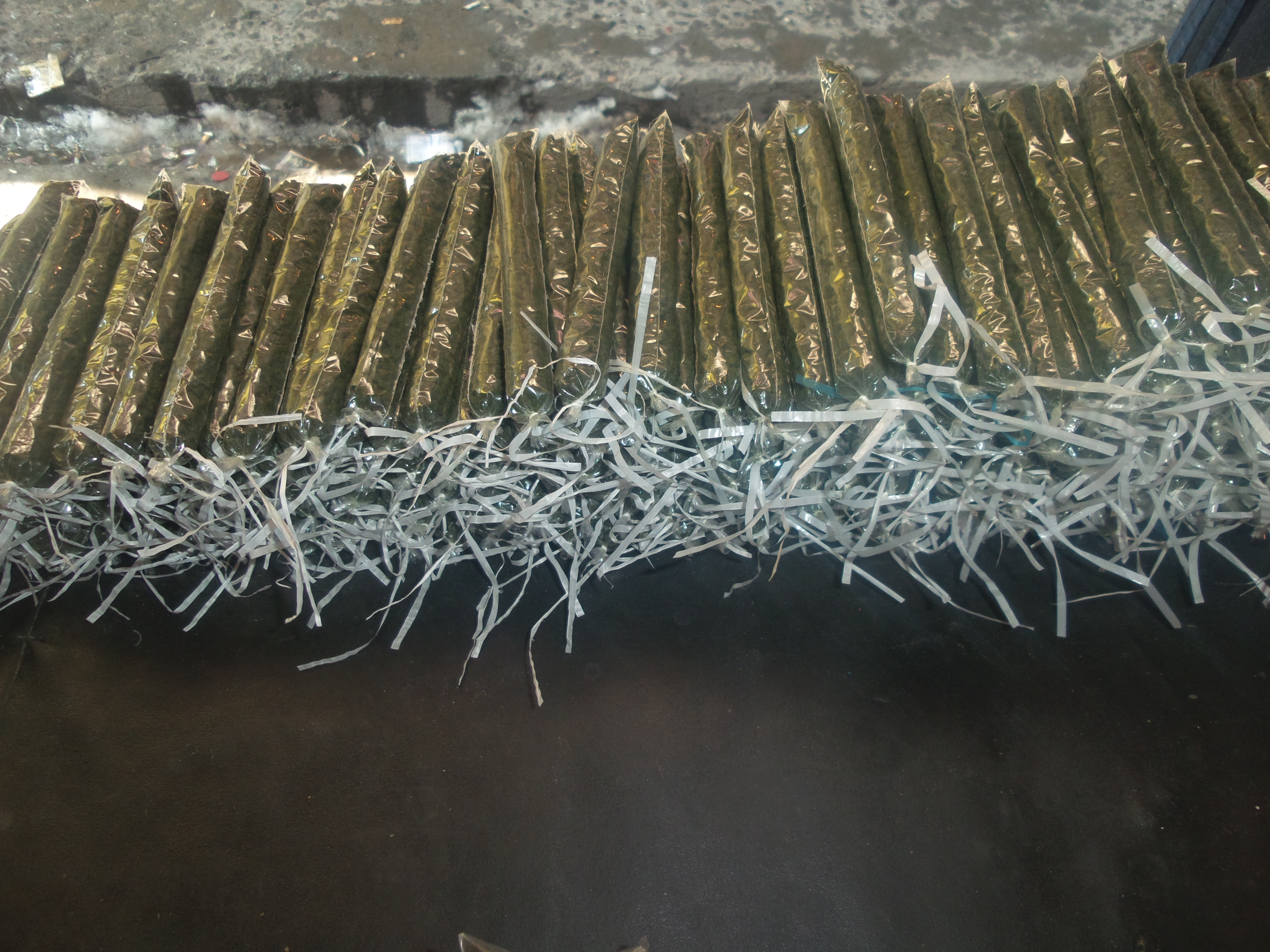
Насвай

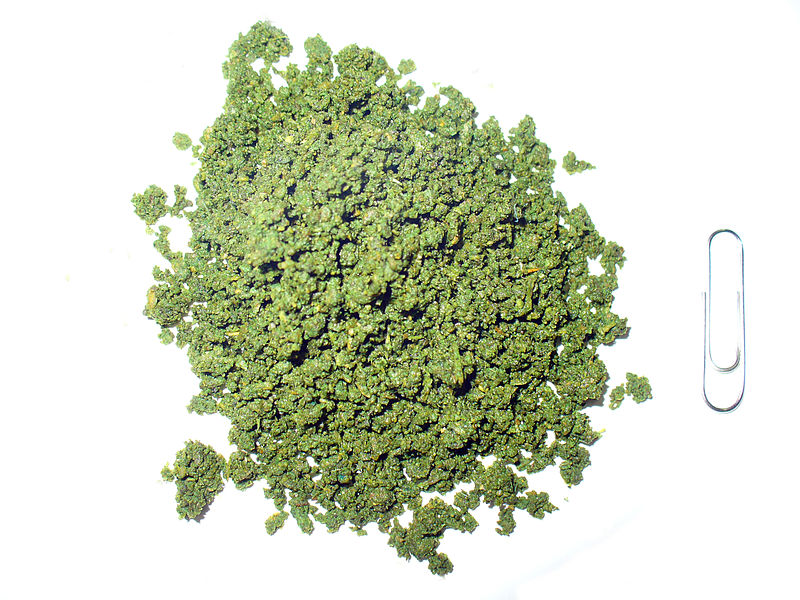
Насвай

Насва́й (насыба́й, нас) — вид некурительного табачного изделия, традиционный для Центральной Азии и Афганистана. Исторически традиционно производился и употреблялся узбеками, таджиками, уйгурами, туркменами, киргизами, казахами, каракалпаками, пуштунами, хазарейцами, чараймаками.

## Ингредиенты
Основными составляющими насвая являются табак  и щёлочь (гашёная известь). Также в состав продукта могут входить растительное масло и другие компоненты. Для улучшения вкуса могут добавляться приправы. При кустарном изготовлении насвая в качестве щёлочи вместо гашёной извести может применяться зола растений.
Гашёная известь или зола изменяют кислотность среды (в щелочную сторону) и увеличивают всасывание никотина в кровь через слизистую оболочку ротовой полости. Другие компоненты смеси призваны выполнять формообразующую функцию при гранулировании молотого табака. Существует популярный миф о том, что в числе ингредиентов насвая присутствует куриный помёт.
В продажу насвай поступает в виде маленьких «шариков» или «палочек», пластичной массы или порошка. Цвет продукта грязно-зелёный.
Употребление насвая вызывает никотиновую зависимость. Частое употребление вызывает также психическую зависимость.

## Распространение

### Центральная Азия

Уличный торговец в Самарканде, 1964

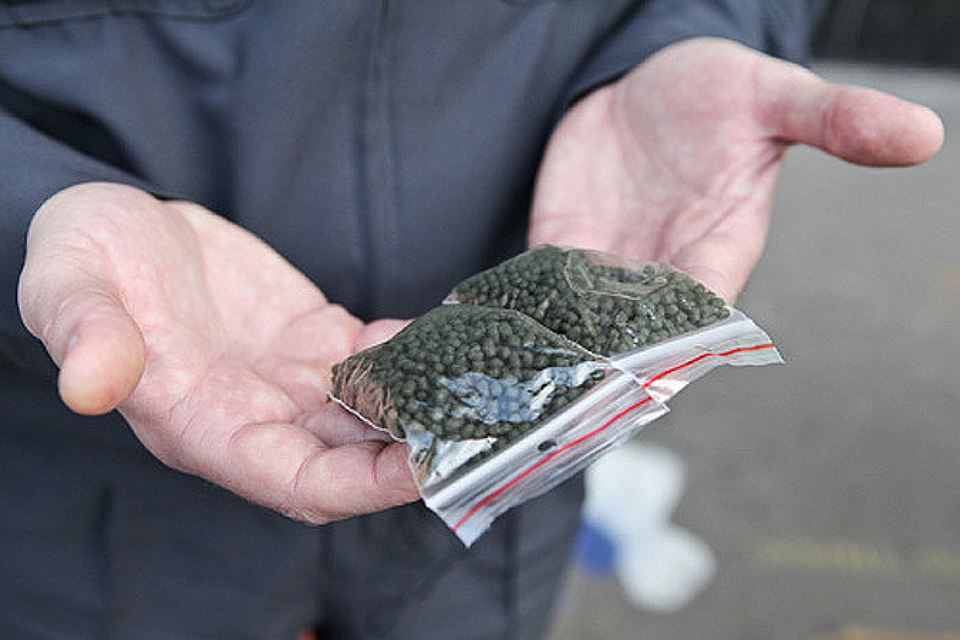
Насвай

Искоренению практики производства, продажи и употребления насвая в Средней Азии не смогли добиться даже в советское время. В настоящее время в странах региона свободно продаётся на рынках, обычно на лотках с сигаретами, семечками.
Исключение составляет Туркменистан, где в 2008 году издан указ о полном запрете производства, реализации, использования и завоза насвая.
В 2011 году насвай был включён в список наркотических веществ и психотропных средств, подлежащих контролю в Казахстане.

### Россия
На территории России насвай не является традиционным продуктом, но приобрёл в последние годы популярность, прежде всего у подростков. Насвай продается на рынках Москвы и Санкт-Петербурга, городов Поволжья, и Урала, Сибири, в других регионах страны. Обычно торговля ведётся на лотках со специями, причём насвай позиционируется в качестве средства от никотиновой зависимости.
23 февраля 2013 года президентом Российской Федерации Владимиром Путиным был подписан Федеральный закон № 15-ФЗ «Об охране здоровья граждан от воздействия окружающего табачного дыма и последствий потребления табака», устанавливающий запрет на торговлю насваем. Запрещается как оптовая, так и розничная торговля насваем (часть 8 статьи 19 данного ФЗ). Насвай обычно поставляется в Россию контрабандным путём из Средней Азии, чаще всего из юга Кыргызстана, в меньшей степени из Узбекистана, Казахстана и Таджикистана.

### Другие страны
В Индии и Непале продаётся продукт под названием «гутка» (англ. gutka), вид жевательной смеси бетель с добавлением табака.
Среднеазиатский насвай проник не только в Россию, но и в Беларусь, Украину, Молдову, в страны Прибалтики, в Турцию, Азербайджан, Грузию, Армению и Монголию, а афганский насвай проник в Пакистан, Иран, Индию, Бангладеш, Шри-Ланку, Малайзию, Индонезию, в страны Арабского мира.